# طاشکوییه
طاشکوییه، روستایی از توابع شهرستان حاجی آباد و آخرین روستای شهرستان حاجی آباد است که با استان فارس هم مرز است.از محصولات مهم کشاورزی روستای طاشکوییه میتوان به خربزه و کنجد و گندم اشاره کرد. روستای طاشکوییه از قطب‌های کشاورزی شهرستان حاجی آباد به شمار می‌رود. آب و هوای این روستا در زمستان نسبتا سرد و در تابستان گرم و خشک است.
جمعیت روستای طاشکوییه طبق آخرین سرشماری انجام گرفته در سال ۱۳۹۵ برابر ۲۴۵۰ نفر بوده است.